# Symphonie no 2 de Berkeley
Pour les articles homonymes, voir Symphonie no 2.
La Symphonie no 2  de Lennox Berkeley est une symphonie composée en 1958 sur une commande du City of Birmingham Symphony Orchestra et a été créée en février 1959 par cet orchestre sous la direction d'Andrzej Panufnik. Berkeley a révisé cette symphonie en 1976 à l'occasion de son premier enregistrement par l'Orchestre philharmonique de Londres dirigé par Nicholas Braithwaite (en).

## Structure
La symphonie comporte 4 mouvements :
1. Lento – Allegro
2. Allegro vivace
3. Lento
4. Allegro

L'exécution dure environ 27 minutes.